# Ryan Lewis

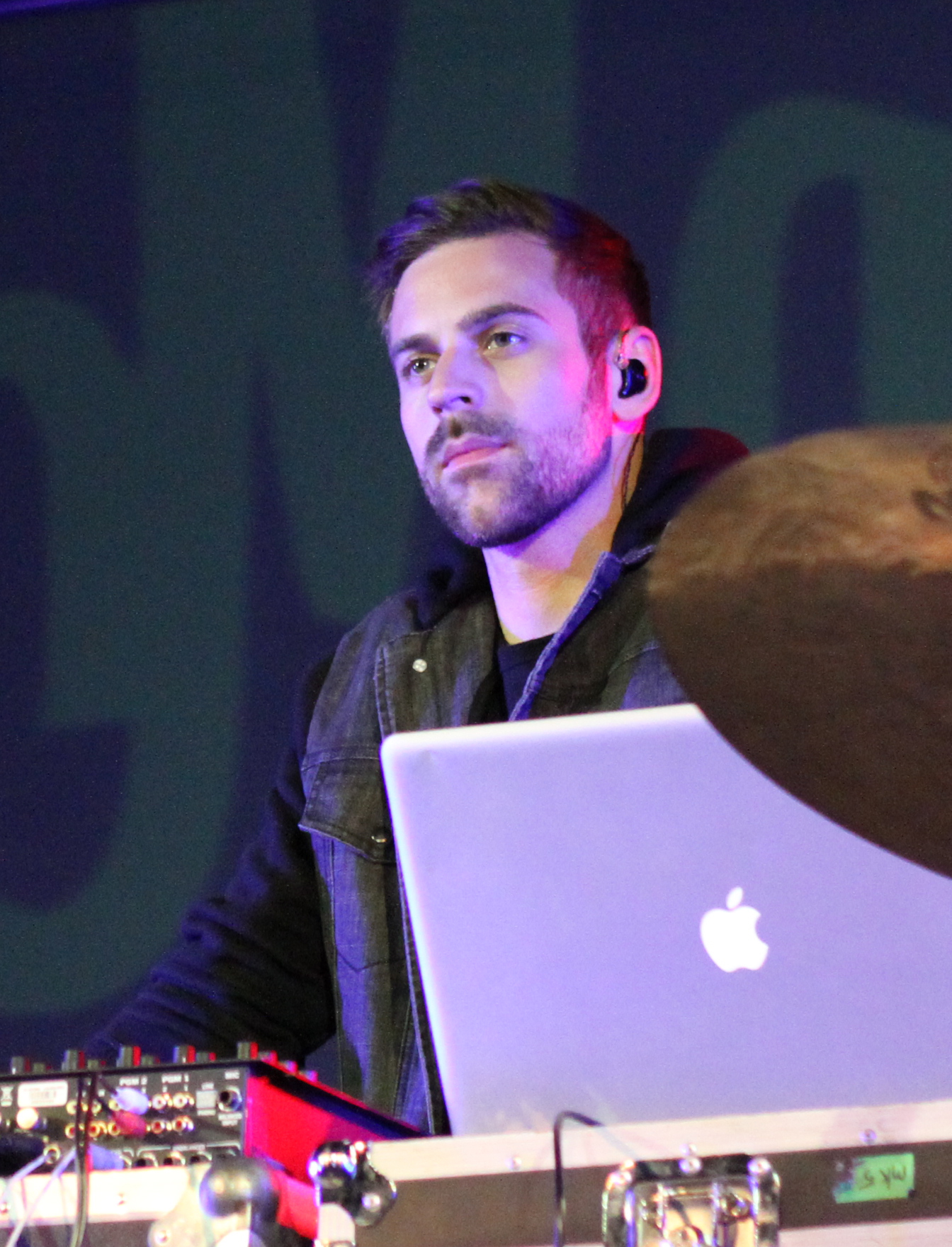
Ryan Lewis 2013.

Ryan Lewis, född 25 mars 1988 i Spokane i Washington, är en amerikansk producent, musiker och DJ. Han är mest känd för att ha samarbetat med rapparen Macklemore sedan 2008.
Lewis är uppvuxen i Seattle. Lewis är låtskrivare och producent till låten "Thrift Shop". Ryan Lewis samarbete med Macklemore inleddes då de lärde känna varandra på MySpace. Thrift Shop har fått 400 miljoner lyssningar på Spotify. De brukar ibland uppträda tillsammans oanmält på bussar i New York.